# Beloved Antichrist
Beloved Antichrist (с англ. «Возлюбленный Антихрист») — шестнадцатый студийный альбом шведской симфоник-метал-группы Therion. Был выпущен 9 февраля 2018 года на лейбле Nuclear Blast. Альбом представляет собой трёхчасовую рок-оперу в трёх актах. На создание альбома Кристофера Йонссона, лидера Therion, вдохновила концовка третьей части сочинения «Три разговора» русского мыслителя Владимира Соловьёва — «Краткая повесть об антихристе». В опере представлено 27 персонажей, к исполнению партий которых, помимо прочих вокалистов, были привлечены Томас Викстрём и Лори Льюис, участвовавшие в записи некоторых прошлых альбомов Therion. Обложка альбома создана художником Томасом Эверхартом.
Первое видео с альбома — ролик с текстом песни «Temple of New Jerusalem» — вышло 20 декабря 2017 года. 12 января 2018 было выпущено второе видео — «Night Reborn». Обе песни взяты из второго акта оперы. 29 января вышел клип на завершающую песню альбома «Theme of Antichrist», а 2 февраля — песня «Bring Her Home».

## Список композиций
| №                   | Название                     | Длительность |
| ------------------- | ---------------------------- | ------------ |
| 1.                  | «Turn From Heaven»           | 3:06         |
| 2.                  | «Where Will You Go?»         | 2:15         |
| 3.                  | «Through Dust, Through Rain» | 5:01         |
| 4.                  | «Signs Are Here»             | 4:21         |
| 5.                  | «Never Again»                | 2:20         |
| 6.                  | «Bring Her Home»             | 3:59         |
| 7.                  | «The Solid Black Beyond»     | 3:47         |
| 8.                  | «The Crowning of Splendour»  | 3:34         |
| 9.                  | «Morning Has Broken»         | 6:39         |
| 10.                 | «Garden of Peace»            | 3:25         |
| 11.                 | «Our Destiny»                | 2:41         |
| 12.                 | «Anthem»                     | 4:18         |
| 13.                 | «The Palace Ball»            | 5:20         |
| 14.                 | «Jewels From Afar»           | 4:22         |
| 15.                 | «Hail Caesar!»               | 5:10         |
| 16.                 | «What Is Wrong?»             | 2:07         |
| 17.                 | «Nothing but My Name»        | 3:02         |
| Общая длительность: | Общая длительность:          | 63:27        |

| №                   | Название                    | Длительность |
| ------------------- | --------------------------- | ------------ |
| 1.                  | «The Arrival of Apollonius» | 5:06         |
| 2.                  | «Pledging Loyalty»          | 2:56         |
| 3.                  | «Night Reborn»              | 3:57         |
| 4.                  | «Dagger of God»             | 3:32         |
| 5.                  | «Temple of New Jerusalem»   | 4:01         |
| 6.                  | «The Lions Roar»            | 3:43         |
| 7.                  | «Bringing the Gospel»       | 4:44         |
| 8.                  | «Laudate Dominum»           | 5:00         |
| 9.                  | «Remaining Silent»          | 2:56         |
| 10.                 | «Behold Antichrist»         | 4:40         |
| 11.                 | «Cursed by the Fallen»      | 2:00         |
| 12.                 | «Resurrection»              | 3:41         |
| 13.                 | «To Where I Weep»           | 5:57         |
| 14.                 | «Astral Sophia»             | 5:42         |
| 15.                 | «Thy Will Be Done!»         | 4:37         |
| Общая длительность: | Общая длительность:         | 59:12        |

| №                   | Название                     | Длительность |
| ------------------- | ---------------------------- | ------------ |
| 1.                  | «Shoot Them Down!»           | 3:49         |
| 2.                  | «Beneath the Starry Skies»   | 4:26         |
| 3.                  | «Forgive Me»                 | 9:41         |
| 4.                  | «The Wasteland of My Heart»  | 3:24         |
| 5.                  | «Burning the Palace»         | 8:22         |
| 6.                  | «Prelude to War»             | 0:38         |
| 7.                  | «Day of Wrath»               | 4:13         |
| 8.                  | «Rise to War»                | 3:47         |
| 9.                  | «Time Has Come/Final Battle» | 2:56         |
| 10.                 | «My Voyage Carries On»       | 3:52         |
| 11.                 | «Striking Darkness»          | 2:04         |
| 12.                 | «Seeds of Time»              | 1:38         |
| 13.                 | «To Shine Forever»           | 2:06         |
| 14.                 | «Theme of Antichrist»        | 3:31         |
| Общая длительность: | Общая длительность:          | 51:47        |

## Тур
С 1 февраля по 7 апреля 2018 года Therion провели 57 концертов в 25 европейских странах, начав тур в немецком городе Эссен и завершив его в нидерландском Тилбурге. На концертах были исполнены песни как из рок-оперы Beloved Antichrist, так из предыдущих альбомов группы. В течение тура на разогреве выступало шесть музыкальных коллективов.

## Позиции в чартах
| Страна             | Высшая позиция | И.     |
| ------------------ | -------------- | ------ |
| Австрия            | 46             | [ 20 ] |
| Бельгия (Валлония) | 161            | [ 20 ] |
| Бельгия (Фландрия) | 64             | [ 20 ] |
| Германия           | 25             | [ 20 ] |
| Нидерланды         | 99             | [ 20 ] |
| Франция            | 72             | [ 20 ] |
| Швейцария          | 18             | [ 20 ] |